# Epiplema ustiplaga
Epiplema ustiplaga är en fjärilsart som beskrevs av W. Warren 1905. Epiplema ustiplaga ingår i släktet Epiplema och familjen Uraniidae. Inga underarter finns listade i Catalogue of Life.